# Paul Théophile Legrand de Boislandry
Paul Théophile Legrand de Boislandry né en 1751  a été avocat au Parlement, négociant, maire de Laigle de 1795 à 1819 et député de l’Orne en 1815. 

## Biographie
Il a été baptisé le 8 septembre 1751 à Paris, en la paroisse Saint-Eustache.
Avocat au Parlement, il avait été, le 16 janvier 1783, pourvu de la charge de Procureur du Roi au Bureau et chambre des Domaines et Finances de la Généralité de Caen. 
Il avait épousé, le 29 août 1787 à L’Aigle, sa cousine-germaine, Marie-Louise-Marthe Collombel de Gueroux (L’Aigle, Saint Martin, 16 février 1770), fille de Paul-Etienne Collombel (né en 1724 à L'Aigle) écuyer, gentilhomme servant de Mgr le duc d’Orléans, et de Marie Marthe Bigot.
Il est décédé le 18 octobre 1819 à Vire.

### Parcours politique
Pendant la Révolution, Boislandry se comporta en réformateur modéré. Commissaire pour le ravitaillement de la ville de Laigle en 1793, il traversa la Terreur sans être réellement inquiété.
Paul Théophile de Boislandry fut nommé maire de L’Aigle à plusieurs reprises, notamment les 21 nivôse an III/1795, 16 prairial an VIII/1800, et 18 septembre 1814.
Ses connaissances en matière économique et financière et son autorité furent bienfaisantes. Parce qu’il était d’idées avancées, et en même temps attaché à des principes d’ordre, il représentait le type du fonctionnaire actif voulu par Bonaparte.
Le 10 messidor an VIII, Boislandry, récemment réélu maire de Laigle, prononça devant ses auditeurs réunis dans le temple décadaire (autrement dit l’église Saint Martin) un discours plein d’espoir : « Nous voyons enfin, après les orages révolutionnaires, luire l’aurore d’un heureux avenir. La providence, qui veille à la destinée des empires, a ramené Bonaparte des déserts de l’Égypte...(etc) ». 
Le 22 mai 1811 il accueillit l’empereur Napoléon 1er et l'impératrice Marie-Louise. Le clocher de l’église Saint-Martin était pavoisé, les rues étaient sablées, deux arcs de triomphe avaient été dressés, sur lesquels on pouvait lire : « Aquilae solem conspicere datur » (« L’Aigle a le privilège de contempler le soleil »). 
Le 15 mai 1815, le département de l’Orne le nomma représentant à l’Assemblée Nationale (des Cent Jours). 
La ville de Laigle, en souvenir de la bienfaisance de Paul Théophile de Boislandry, donna, après sa mort, vers 1845, le nom de Boislandry à la place du marché (nom qu’elle porte encore aujourd’hui, tout au moins en partie car elle a été depuis agrandie et son extension porte le nom de « place de l’Europe »). 
C’est d’ailleurs à Boislandry que la ville doit d’avoir retrouvé les noms de rues et de places d’avant la Révolution.

## source
« Paul Théophile Legrand de Boislandry », dans Adolphe Robert et Gaston Cougny, Dictionnaire des parlementaires français, Edgar Bourloton, 1889-1891 [détail de l’édition]